# Каплиця палацу Валкгоф
51°50′53″ пн. ш. 5°52′12″ сх. д. / 51.84806° пн. ш. 5.87000° сх. д.

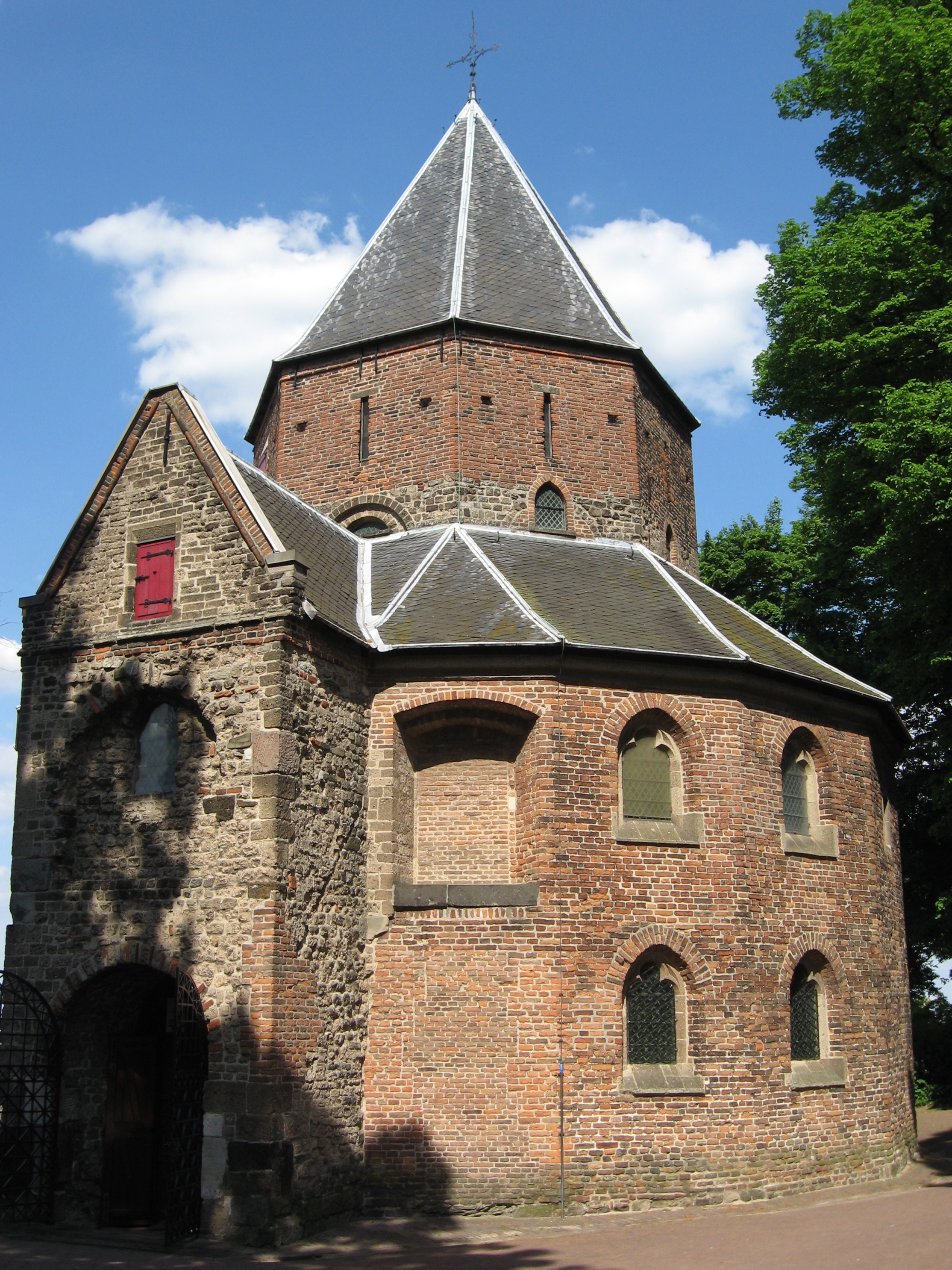
Каплиця палацу Валкгоф, Неймеген, Нідерланди

Каплиця Сінт-Ніколас (нід. Sint-Nicolaaskapel, каплиця св. Миколая, відомі в літературі назви — Капела палацу Валкгоф або Валкгофська капела) — романська християнська каплиця св. Миколая у нідерландському місті Неймегені; це одна з найстаріших будівель у Нідерландах (XI—XIV ст.ст.) і найдавніша частина палацового комплексу Неймегена Валкгоф (Valkhof); дуже цінна історико-архітектурна пам'ятка країни. 

## З історії каплиці
Відомо, що каплиця св. Миколая була однією з 2 каплиць Валкгофського замку в Неймегені. Будівництво храму, як і в цілому замкового комплексу, було започатковано ще за часів Карла Великого, і, ймовірно близько 1030 року, тобто за правління імператора Конрада II було завершене. Найстаріші елементи будівлі, втім, лише частково збереглися. 
Планування (восьмикутний круговий центральний простір) і загальний вигляд храму нагадують, безперечно, зразки німецької романської архітектури (наприклад, королівську каплицю в Аахені). Близькість Валкгофської каплиці св. Миколая до взірців каплиць Каролінзького Відродження навіть спричинила неправильне датування пам'ятки (у бік збільшення її віку). Однак, навіть і попри це, каплиця палацу Валкгоф є єдиною збереженою в Нідерландах романською центричною каплицею. 

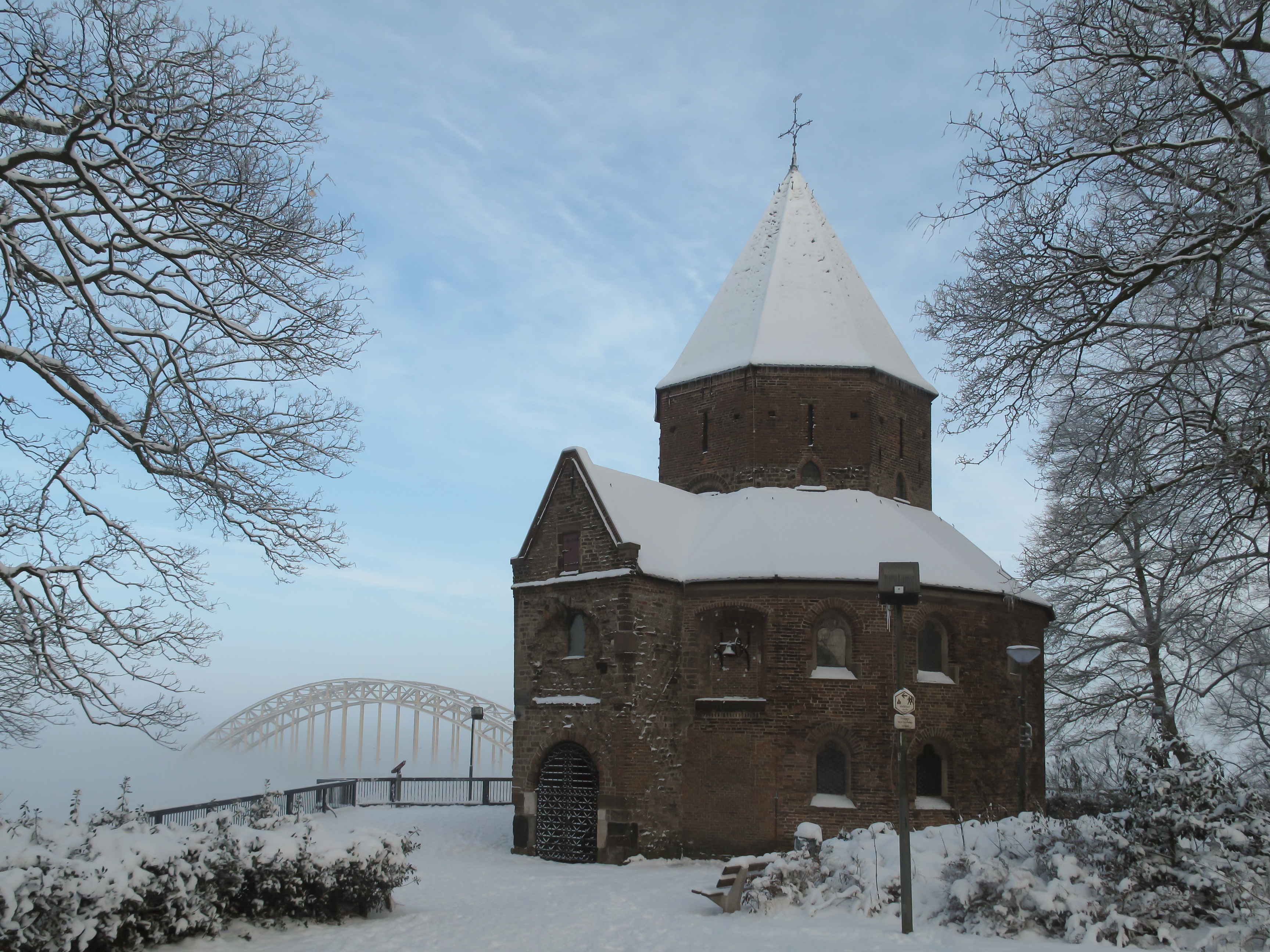
Сучасний вигляд каплиці Сінт-Ніклас грудневого дня (2010)

Каплицю було споруджено, ймовірно, на вшанування померлої 991 року в Неймегені імператриці Феофано, яка зробила багато для популярності культу святого Миколая в імперії. Замовником каплиці були або імператор Конрад II, або пов'язані з Феофано представники рейнського дворянського роду Еццонів.
У 1047 році Валкгофський комплекс був ущент знищений пожежею. Спершу за правління Фрідріха Барбаросси каплиця була відбудована у 1155 році в попередньому вигляді. Після подальшого, невідомого за датою, значного руйнування, що сталося наприкінці XIV століття, відбулася друга реконструкція каплиці — вже з новими формами і використанням нових будматеріалів. 
На території комплексу Валкгофа розташовані також рештки (руїни апсиди) колишньої каплиці святого Мартіна XII століття, що широко відомі нині як «руїни Барбаросси».